# Sultan Kösen
Sultan Kösen (tiếng Thổ Nhĩ Kỳ: [suɫtɑn køsen]), là một người Thổ Nhĩ Kỳ. Anh đã được tổ chức kỷ lục thế giới Guinness xác nhận là người cao nhất thế giới hiện nay với chiều cao 2,51 m (8 ft 3 in). Sở dĩ Sultan Kösen có sự phát triển chiều cao quá mức như vậy là do anh mang một khối u làm ảnh hưởng đến tuyến yên. Với tầm vóc to lớn như vậy, anh phải sử dụng 2 nạng để giúp di chuyển đi lại dễ dàng hơn.

## Cuộc sống
Kosen sinh ngày 10 tháng 12 năm 1982 tại Thổ Nhĩ Kỳ. Anh sống với cha mẹ và ba anh chị em, ai trong gia đình anh đều có chiều cao bình thường. Anh đã không thể tiếp tục việc học vì chiều cao quá khổ của mình. Anh chỉ nhận được những công việc nhà nông bán thời gian. Mặc dù có một chiều cao quá lớn, nhưng anh luôn phát huy những lợi thế vốn có của mình như có thể nhìn thấy được một khoảng cách lớn và giúp đỡ gia đình những công việc nhà như thay bóng đèn, treo rèm cửa. Anh cũng có những nhược điểm như không thể tìm thấy quần áo vừa kích cỡ của mình do anh sở hữu đôi bàn chân dài 44,5 inch (113 cm), chiều dài tay áo 38 inches (97 cm) hoặc giày thuộc size ngoại cỡ. Anh luôn gặp khó khăn khi di chuyển trên một chiếc xe cỡ trung bình. Anh thích chơi các trò chơi điện tử với bạn bè.
Từ năm 2010, Kosen được điều trị bằng phương pháp "dao Gamma" (Gamma Knife) cho khối u tuyến yên của mình tại trường Đại học Y khoa Virginia. Anh cũng được cung cấp thuốc để kiểm soát việc tăng quá mức các hormone tăng trưởng. Tác dụng của cuộc điều trị này mất hơn hai năm. Đến năm 2011, mức độ hormone của anh đã gần như bình thường trở lại. Tháng 3 năm 2012 việc điều trị ngăn chặn sự phát triển của Kosen đã có hiệu quả, anh đã ngừng phát triển chiều cao. Ngày 27 tháng 10 năm 2013, Kosen kết hôn với người phụ nữ tên là Merve Dibo. Đám cưới của họ được tổ chức tại thành phố Mardin với sự tham dự của rất nhiều nhân vật quan trọng của Thổ Nhĩ Kỳ như Tổng thống Thổ Nhĩ kỳ Abdullah Gul, Thủ tướng Recep Tayyip Erdogan và các nhà lãnh đạo tôn giáo, doanh nhân thành đạt khác. Merve Dibo, vị hôn thê của Kosen cao trên 1.75m, bà là người Syria.
Tháng 4 năm 2011, Kosen đã đến Cuba cùng với một nhóm tình nguyện viên, chuyến đi này nhằm thành lập quỹ ủng hộ trẻ em nghèo và những gia đình khó khăn. Tại đây, ông đã nhận được sự đón tiếp thân mật, nồng nhiệt của các em nhỏ và mọi người.
Ngày 13 Tháng 10 năm 2014, Kosen lần đầu tiên đến London để tham dự gặp gỡ, giao lưu với các kỷ lục gia nhân Ngày kỷ lục thế giới do tổ chức kỷ lục thế giới Guinness tổ chức. Tại đây, ông đã gặp Chandra Bahadur Dangi, người đàn ông được xác nhận là lùn nhất thế giới.

## Kỷ lục Guinness
Chiều cao của Kosen đã được ghi nhận là 2,43 m (tức 8 ft) bởi tổ chức kỷ lục Guinness thế giới vào ngày 25 tháng 8 năm 2009. Anh đã vượt qua kỷ lục thế giới của Bao Xishun khi người này chỉ cao 2,36 m (tức 7 ft 8,9 in).
Kosen hiện cũng đang giữ kỷ lục Guinness thế giới với bàn tay lớn nhất dài 27,5 cm, và bàn chân dài nhất có chiều dài 36,5 cm (chân trái) và 35,5 cm (chân phải).
Ngày 9 tháng năm 2011, Kosen đã được các chuyên gia của Guinness đo lại chiều cao thật sự là 2,51 m (8 ft 3 in).